# Marinelager und Marine-Internierten-Lager
Marinelager (Marlag) und Marine-Internierten-Lager (Milag) dienten in Deutschland während des Zweiten Weltkriegs als Kriegsgefangenenlager der Kriegsmarine für gefangen genommene Angehörige der feindlichen Marine und Handelsschifffahrt.

## Gefangene der Marine und Handelsschifffahrt
Anfangs wurden Häftlinge der feindlichen Marinen und Handelsschiffe in mehreren Lagern im Norden von Deutschland gefangen gehalten. Später wurden sie im Kriegsgefangenenlager Stammlager X B in Sandbostel konzentriert, in dem neben den Kriegsgefangenen in separaten Lagern auch Marineangehörige und zivile Seeleute untergebracht waren.

### Marinelager (Marlag)
Für die im Zweiten Weltkrieg auf See in Gefangenschaft genommenen Schiffsbesatzungen errichtete die Wehrmacht eigene Lager, die unter der Verwaltung der Kriegsmarine standen. Handelte es sich bei den Besatzungen um Soldaten, sind diese in Marinelager (Marlag) eingewiesen worden.

### Marine-Internierten-Lager (Milag)
Waren es zivile Seeleute, waren sie nach der Haager Landkriegsordnung freizulassen. Wurden auf dem Schiff Waffen gefunden, wurden die Seeleute als Kombattanten eingestuft und sie wurden in gesonderten Marine-Internierten-Lager (Milag) untergebracht. Mehr als 5.000 Seeleute sind im Laufe des Zweiten Weltkrieges vom deutschen Militär auf Handelsschiffen gefangen genommen worden.

### Verlegung von Sandbostel nach Westertimke
Auf internationalen Druck der USA, der Schweizer Regierung und des Internationalen Komitees des Roten Kreuzes wurde das Sandbosteler Lager im Juli 1941 in ein ehemaliges kleines Luftwaffen-Trainingslager, bestehend aus sechs Baracken und einem kleinen Flugplatz, in Westertimke verlegt. Diese Verlagerung war im Juli 1942 abgeschlossen.
Das ausgebaute Marlag in Westertimke bestand aus rund 31 Gebäuden und war in drei Bereiche untergliedert. Im Westen lag der Bereich "O" für Offiziere, der Bereich "M" für Mannschaften lag im östlichen Teil "M" und dazwischen befand sich der administrative Bereich mit Wachgebäuden, Gefängnis und einem großen Kohlenlager. 
Das Milag wurde 300 m östlich davon mit rund 35 Bauten errichtet. Im nördlichen Bereich wurden die Schiffsoffiziere und im südlichen Bereich wurden die Mannschaften der Handelsschiffe einquartiert. Auch das Hospital wurde im Milag angeordnet.

## Lager der Marine
- Marine Dulag Gotenhafen (heutiges Gdynia in Polen)
- Marlag Sandbostel
- Marlag und Milag Nord Westertimke
- Marlag Rügenwalde, Rügenwalde (heutiges Darlowo in Polen)
- Marlag Stettin, Stettin (heutiges Szczecin in Polen)
- Marlag Gotenhafen, Gotenhafen (vor 1939 deutsch Gdingen, heutiges Gdynia in Polen)